# 19楼
19楼是中華人民共和國浙江省杭州市的一家本地生活服務網站，由杭州日報报业集团子公司十九楼网络股份有限公司負責運營。2001年6月，《都市快报》编委林煜在業餘時間創辦該網站，網站名稱來源自林煜辦公室所在地杭州日报大楼19楼。之後19樓一度藉都市快报的聲譽更名為都快网，2007年9月，網站再次改回原名。2008年5月，19楼首次在杭州以外的地點開設分站。

## 外部連結
- 官方网站